# アンサルド
アンサルド (Ansaldo) は、1853年にジョヴァンニ・アンサルド (Giovanni Ansaldo) によってイタリア、ジェノヴァに設立された機械製造会社。第二次世界大戦時には飛行機、艦船などを製造。1993年にフィンメッカニカに吸収された。現在はフィンメッカニカ内で名前を引き継いだ会社が数社ある。

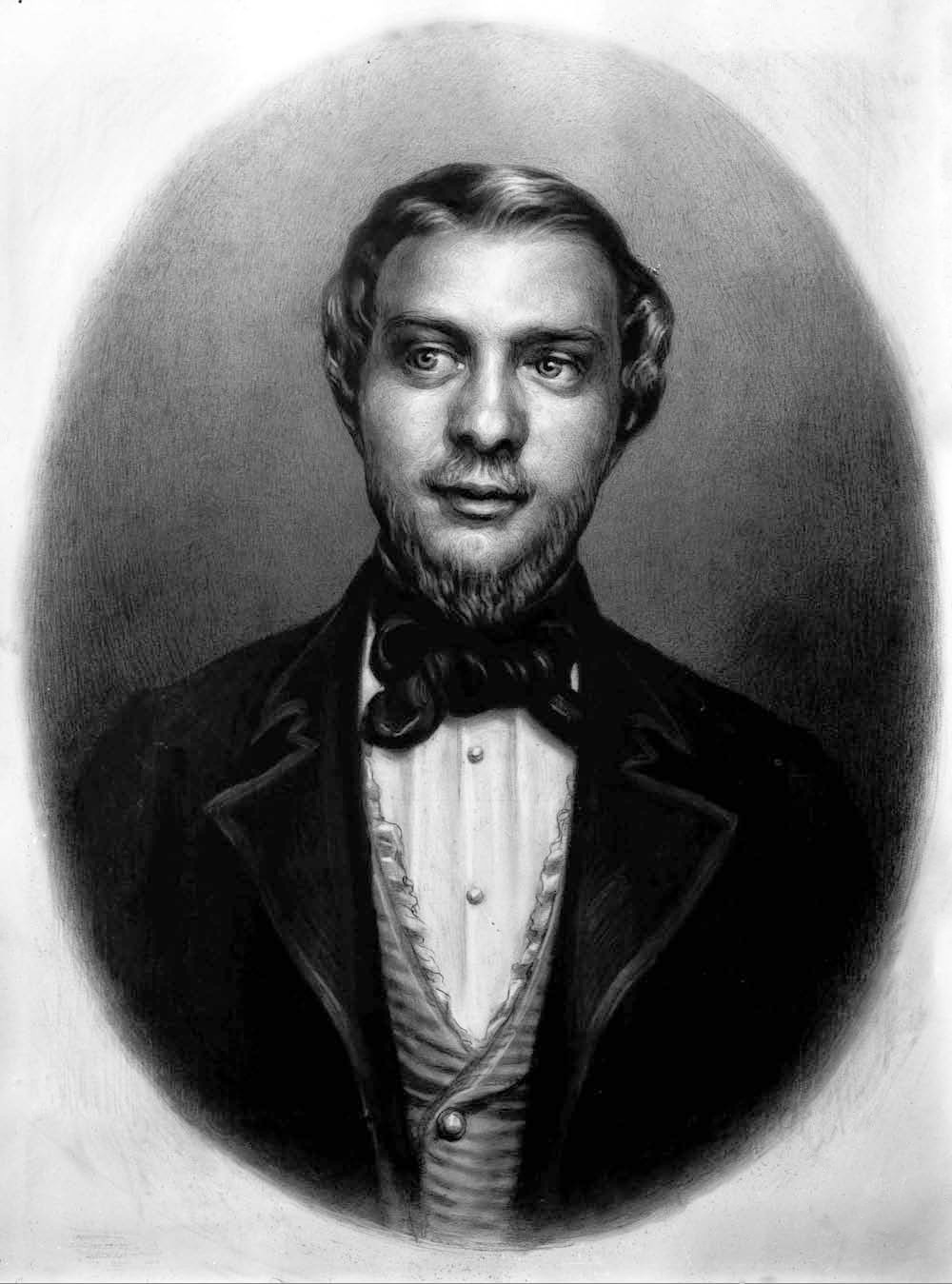
Giovanni Ansaldo, 1853

日本の装甲巡洋艦日進と春日を建造した会社でもある。

## アンサルド系列の会社
- アンサルド・エネルジーア - 発電所の建造、ガスタービン、蒸気タービンの製造など。公式サイト
- アンサルド・リチェルケ - 核関連調査会社 公式サイト
- アンサルド・フエル・セルス -燃料電池関連 公式サイト
- アンサルド・ヌクレアーレ - 核関連開発会社 公式サイト
- アンサルドブレーダ - 列車など 公式サイト
- アンサルドSTS
- アンサルド・カモッツィ - 公式サイト
- アンサルド・システミ・インドゥストリアーリ 公式サイト